# Jiří Zelenka (bubeník)
Jiří Zelenka (* 10. února 1963 Milevsko) je český bubeník.
Je dlouholetým členem kapely Etc... zpěváka Vladimíra Mišíka, se kterou nahrál alba Nůž na hrdle (1999), Umlkly stroje (2004) a Ztracený podzim (2010). S členy Etc... rovněž doprovázel Vladimíra Mertu na albu Ponorná řeka (2011). Je dvorním bubeníkem kapely Bratři Ebenové. Spolupracuje s mnoha známými hudebníky, jako třeba Luboš Andršt, Kamil Střihavka, Michal Pavlíček, Vladimír Guma Kulhánek a kapely Žlutý pes, Flamengo, Big Heads, Blue Effect a místo dostal např. v kapele Olympic. Je firemním hráčem firmy Mapex.

## Život
Jiří Zelenka se narodil v roce 1963 v Milevsku. S rodinou žil nějakou dobu v Oseku, poblíž Milevska. Do první třídy nastoupil v Milevsku roku 1970. Chodil do 1.ZŠ T.G.Masaryka. Od malička byl veden k hudbě, s otcem chodil hrát na svatby. Proto nastoupil do Základní hudební školy v Milevsku, na hru na akordeon. Byl také součástí Milevského pěveckého sboru (pod vedením Anděly Maršálkové). Roku 1978 nastoupil na milevské gymnázium, kde společně s kamarády založil svojí první kapelu s názvem Vega a tam si odbyl své bubenické začátky. Potom přešel k místní kapele Fantom, kde působil 6 let. Hru na bicí studoval u Miloše Veselého. V roce 1986 ho kontaktoval kytarista Pavel Skála a nabídl mu záskok v tehdy populární kapele Marsyas. Tím se odstartovala jeho profesionální kariéra.
V letech 1986–1988 byl Jiří Zelenka členem Posádkové hudby Praha. Na vojně začal zkoušet s kapelou Žlutý pes. Po ukončení služby tam nastoupil jako stálý člen. V kapele byl dvacet let. Kapely se o jeho talentu a profesionalitě začaly dozvídat a Jiří Zelenka se stal žádaným bubeníkem. Působil v kapelách jako Bigheads, BSP, Etc..., Krausberry, Flamengo, Blues Session a dalších. Byl žádán i do kapely Olympic, ale kvůli pracovní zátěži tuto nabídku nemohl přijmout.
Účinkoval také v televizním pořadu Na kloboučku. Také se podílel na muzikálu Jesus Christ Superstar.
Jiří Zelenka je stále žádaným bubeníkem, hraje s kapelami Etc..., Bratři Ebenové, Afterglow, Kybabu a dalšími, se kterými účinkuje na mnoha koncertech po celém Česku.